# نادي بول تاون
نادي بول تاون هو نادي كرة قدم بريطاني أٌسس عام 1890. يلعب النادي في الدوري الجنوبي الممتاز.